# Zijad Arslanagić
Zijad Arslanagić (ur. 18 kwietnia 1936 w Trebinju, zm. 7 stycznia 2020) – bośniacki piłkarz występujący na pozycji napastnika.
W reprezentacji Jugosławii wystąpił jeden raz, 7 listopada 1965 w zremisowanym 1:1 meczu el. do MŚ 1966 z Norwegią.

## Statystyki ligowe
| Rozgrywki                   | Poziom | Kraj       | Mecze | Gole |
| --------------------------- | ------ | ---------- | ----- | ---- |
| Prva liga Jugoslavije       | I      | Jugosławia | 146   | 53   |
| Division 1                  | I      | Belgia     | 22    | 8    |
| Regionalliga (grupa Berlin) | II     | Niemcy     | 25    | 11   |